# چنار (شهر)
چنار (به ترکی استانبولی: Çınar) شهری است در کشور ترکیه که در استان دیاربکر واقع شده‌است. جمعیت این شهر بر اساس سرشماری سال ۲۰۰۸ میلادی ۱۱٬۹۳۶ نفر و بر اساس برآوردهای سال ۲۰۰۹ میلادی ۱۱٬۱۴۷ نفر می‌باشد.